# Поццо ди Борго (род)
Поццо ди Борго (итал. Pozzo di Borgo) — корсиканский дворянский род.
Российский посланник во Франции Шарль-Андре Поццо ди Борго получил 22 августа 1826 года от Николая I графское достоинство, на которое 20 декабря 1828 года пожалована ему грамота, копия которой хранилась в герольдии. Герб графа Поццо де Борго внесен в Часть 10 Общего гербовника дворянских родов Всероссийской империи, стр. 10. Род угас с его смертью 15 февраля 1842 года.
Ещё до этого, 17 сентября 1827 года, графское достоинство К. О. Поццо ди Борго, в случае неоставления им потомства, распространено на того из фамилии Поццо-ди-Борго, кого он определит своим наследником. В 1842 году титул перешёл к его племяннику Карло Поццо-ди-Борго.
Филипп (1951–2023), парализованный в результате аварии параплана представитель рода Поццо ди Борго, стал прототипом парализованного аристократа Филиппа из фильма «1+1».